# Brian Beacock
Brian Keith Beacock (sinh ngày 29 tháng 3 năm 1966 ở Hayward, California, Mỹ) là một diễn viên điện ảnh, diễn viên truyền hình và diễn viên lồng tiếng Mỹ trong các anime và trò chơi điện tử. Vai nổi bật nhất của ông là Zatch Bell!, Takato Matsuki trong Digimon Tamersvà Yamato Delgado trong Battle B-Daman.

## Phim ảnh

### Truyền hình
- Late Night with Conan O'Brien
- The Rerun Show
- Passions
- CSI: Miami
- Playing It Straight
- Gary & Mike
- Based on an Untrue Story

### Phim
- American Slices - Gabriel
- Blue Exorcist: The Movie - Renzo Shima
- Buying The Cow - Alex
- Circuit - Suspect/Drag Queen
- Mulholland Drive - Studio Singer
- Paprika - Kei Himuro and Kuga

### Vai Anime
- Battle B-Daman - Yamato Delgado, Joshua
- Bleach - Yumichika Ayasegawa
- Blood Lad - Shamkid
- Blue Exorcist - Renzo Shima
- Bobobo-bo Bo-bobo - Dengaku Man, Additional Voices
- Code Geass - Rivalz Cardemonde
- Digimon Tamers - Takato Matsuki, Gallantmon (shared)
- Digimon Frontier - Bokomon
- Digimon Data Squad - Agumon/GeoGreymon/RizeGreymon/ShineGreymon
- Doraemon - Sneech (Suneo Honekawa)
- Durarara!! - Walker Yumasaki
- Duel Masters - Aizen, Boy George (Season 3)
- Idaten Jump - Arthur, Kiyoshi (of the Four Kings), Jero, Seiji
- Naruto - Yashamaru, Sakon and Ukon, Zetsu (white side), Additional Voices
- Naruto Shippuden - Chōjūrō
- Nura: Rise of the Yokai Clan series - Jiro Shima, Satori (credited as Donn A. Nordean)
- Sailor Moon R - Seijuuro Ginga/Ail (Viz Media dub)
- Tenkai Knights - Mr. White, Mr. Black (Ep. 42)
- Toradora! - Kouji Harita
- Zatch Bell! - Byonko, Jobin, Additional Voices
- Dragon Ball - Piano

### Trò chơi điện tử
- Bleach: Shattered Blade - Yumichika Ayasegawa
- Castlevania: The Dracula X Chronicles - Devil Familiar (không được ghi danh)
- Danganronpa: Trigger Happy Havoc - Monokuma
- Danganronpa 2: Goodbye Despair - Monokuma
- Digimon World Data Squad - Agumon/GeoGreymon
- Grandia III - Ulf
- Naruto: Ninja Council 3 - Sakon
- Naruto: Ultimate Ninja 3 - Sakon and Ukon
- Samurai Warriors 3 - Hideyoshi Toyotomi
- Soulcalibur Legends  - Lloyd Irving
- Tales of Symphonia: Dawn of the New World - Lloyd Irving
- Tales of the World: Radiant Mythology - Lloyd Irving
- Zatch Bell! Mamodo Fury - Byonko

## Giải thưởng
Beacock nhận được giải RTS Television năm 2005 cùng với Jamie Forsyth ở hạng mục Best Music - Original Title Music cho phim "Playing It Straight".